# Aurum (liqueur)
Pour les articles homonymes, voir Aurum.
L’Aurum est une liqueur d'un degré d'alcool de 40°, fabriquée à partir d'eau-de-vie et d'une infusion d'oranges. C'est une spécialité de Pescara. La distillerie historique se trouvait au Kursaal Pomilio, aujourd'hui musée Aurum - La fabbrica delle idee. Elle est classée dans la liste des produits agroalimentaires traditionnels italiens.

## Caractéristiques
Il se marie très bien avec les desserts, notamment avec le parrozzo, une autre spécialité de Pescara. En plus d'être une boisson, il est également utilisé comme ingrédient dans les desserts et pour mouiller des tranches de génoise qui serviront à faire des gâteaux, ou pour noyer divers types de crème glacée.

## Histoire
Le nom de la liqueur a été choisi par le fondateur de l'usine, Amedeo Pomilio, à la suggestion de son ami le poète Gabriele D'Annunzio au début du vingtième siècle, en référence aux origines romaines attribuées à la recette. Le mot dérive d'un jeu de mots entre les mots latins aurum, qui signifie « or », et aurantium, l'orange.
La production industrielle de la liqueur a commencé en 1925. Dans les années 1930, l'usine de liqueurs a été construite, avec une structure en forme de fer à cheval conçue par l'architecte Giovanni Michelucci, un exemple d'architecture industrielle. Au début des années 1970, l'usine de production a été déplacée à Città Sant'Angelo.
La distillerie historique de Pescara, après des années d'abandon, a été récupérée et utilisée comme centre de congrès culturel. 

## Archives
De nombreux documents d'archives et publicitaires sur l'usine Aurum et les liqueurs qu'elle produisait sont conservés aux Archives d'État de Pescara,, dans le fonds Archivio storico del Comune di Pescara.